# TRHR
TRHR (tirotropin-oslobađajući hormonski receptor) je G protein-spregnuti receptor koji vezuje tripeptid tireotropin oslobađajući hormon. TRHR je nađen u mozgu. Kad je ovaj receptor vezan za TRH dejstvuje kroz fosfolipazu C i povišava intracelularnu koncentraciju inozitol trifosfata.

## Literatura
1. ↑  Yamada M, Monden T, Konaka S, Mori M (1993). „Assignment of human thyrotropin-releasing hormone (TRH) receptor gene to chromosome 8”. Somat. Cell Mol. Genet. 19 (6): 577—80. PMID 8128317. doi:10.1007/BF01233384.
2. ↑  Gershengorn MC (1993). „Thyrotropin-releasing hormone receptor: cloning and regulation of its expression”. Recent Prog. Horm. Res. 48: 341—63. PMID 8382829.

## Dodatna literatura
- Short RE; James LF; Panter KE;  . (1993). „Effects of feeding ponderosa pine needles during pregnancy: comparative studies with bison, cattle, goats, and sheep.”. J. Anim. Sci. 70 (11): 3498—504. PMID 1459912.
- Yamada M; Iwasaki T; Satoh T;  . (1996). „Activation of the thyrotropin-releasing hormone (TRH) receptor by a direct precursor of TRH, TRH-Gly.”. Neurosci. Lett. 196 (1-2): 109—12. PMID 7501234. doi:10.1016/0304-3940(95)11861-P.
- Hinuma S; Hosoya M; Ogi K;  . (1994). „Molecular cloning and functional expression of a human thyrotropin-releasing hormone (TRH) receptor gene.”. Biochim. Biophys. Acta. 1219 (2): 251—9. PMID 7918619.
- Morrison N; Duthie SM; Boyd E;  . (1994). „Assignment of the gene encoding the human thyrotropin-releasing hormone receptor to 8q23 by fluorescence in situ hybridization.”. Hum. Genet. 93 (6): 716—8. PMID 8005602.
- Yamada M, Monden T, Konaka S, Mori M (1994). „Assignment of human thyrotropin-releasing hormone (TRH) receptor gene to chromosome 8.”. Somat. Cell Mol. Genet. 19 (6): 577—80. PMID 8128317. doi:10.1007/BF01233384.
- Duthie SM; Taylor PL; Anderson L;  . (1994). „Cloning and functional characterisation of the human TRH receptor.”. Mol. Cell. Endocrinol. 95 (1-2): R11—5. PMID 8243797. doi:10.1016/0303-7207(93)90043-J.
- Matre V; Karlsen HE; Wright MS;  . (1993). „Molecular cloning of a functional human thyrotropin-releasing hormone receptor.”. Biochem. Biophys. Res. Commun. 195 (1): 179—85. PMID 8395824. doi:10.1006/bbrc.1993.2027.
- Yamada M; Monden T; Satoh T;  . (1993). „Pituitary adenomas of patients with acromegaly express thyrotropin-releasing hormone receptor messenger RNA: cloning and functional expression of the human thyrotropin-releasing hormone receptor gene.”. Biochem. Biophys. Res. Commun. 195 (2): 737—45. PMID 8396925. doi:10.1006/bbrc.1993.2107.
- Iwasaki T; Yamada M; Satoh T;  . (1996). „Genomic organization and promoter function of the human thyrotropin-releasing hormone receptor gene.”. J. Biol. Chem. 271 (36): 22183—8. PMID 8703031. doi:10.1074/jbc.271.36.22183.
- Cook JV; McGregor A; Lee T;  . (1996). „A disulfide bonding interaction role for cysteines in the extracellular domain of the thyrotropin-releasing hormone receptor.”. Endocrinology. 137 (7): 2851—8. PMID 8770906. doi:10.1210/en.137.7.2851.
- Collu R; Tang J; Castagné J;  . (1997). „A novel mechanism for isolated central hypothyroidism: inactivating mutations in the thyrotropin-releasing hormone receptor gene.”. J. Clin. Endocrinol. Metab. 82 (5): 1561—5. PMID 9141550. doi:10.1210/jc.82.5.1561.
- Petrou C, Tashjian AH (1999). „The thyrotropin-releasing hormone-receptor complex and G11alpha are both internalised into clathrin-coated vesicles.”. Cell. Signal. 10 (8): 553—9. PMID 9794253. doi:10.1016/S0898-6568(97)00190-3.
- Matre V; Høvring PI; Orstavik S;  . (1999). „Structural and functional organization of the gene encoding the human thyrotropin-releasing hormone receptor.”. J. Neurochem. 72 (1): 40—50. PMID 9886052. doi:10.1046/j.1471-4159.1999.0720040.x.
- Kroeger KM; Hanyaloglu AC; Seeber RM;  . (2001). „Constitutive and agonist-dependent homo-oligomerization of the thyrotropin-releasing hormone receptor. Detection in living cells using bioluminescence resonance energy transfer.”. J. Biol. Chem. 276 (16): 12736—43. PMID 11278883. doi:10.1074/jbc.M011311200.
- Zhu CC, Cook LB, Hinkle PM (2002). „Dimerization and phosphorylation of thyrotropin-releasing hormone receptors are modulated by agonist stimulation.”. J. Biol. Chem. 277 (31): 28228—37. PMID 12023974. doi:10.1074/jbc.M204221200.
- Hanyaloglu AC; Seeber RM; Kohout TA;  . (2003). „Homo- and hetero-oligomerization of thyrotropin-releasing hormone (TRH) receptor subtypes. Differential regulation of beta-arrestins 1 and 2.”. J. Biol. Chem. 277 (52): 50422—30. PMID 12393857. doi:10.1074/jbc.M209340200.
- Strausberg RL; Feingold EA; Grouse LH;  . (2003). „Generation and initial analysis of more than 15,000 full-length human and mouse cDNA sequences.”. Proc. Natl. Acad. Sci. U.S.A. 99 (26): 16899—903. PMC 139241 . PMID 12477932. doi:10.1073/pnas.242603899.
- Cook LB, Zhu CC, Hinkle PM (2004). „Thyrotropin-releasing hormone receptor processing: role of ubiquitination and proteasomal degradation.”. Mol. Endocrinol. 17 (9): 1777—91. PMID 12805411. doi:10.1210/me.2003-0073.
- Igarashi-Migitaka J; Yamada S; Hara M;  . (2004). „Gene expression study of thyrotropin releasing hormone (TRH) receptor using RT-PCR: relationship to clinical and immunohistochemical phenotypes in a series of human pituitary adenomas.”. Endocr. J. 50 (4): 459—67. PMID 14599121. doi:10.1507/endocrj.50.459.
- Cook LB, Hinkle PM (2004). „Fate of internalized thyrotropin-releasing hormone receptors monitored with a timer fusion protein.”. Endocrinology. 145 (7): 3095—100. PMID 15117874. doi:10.1210/en.2004-0304.

## Spoljašnje veze
- „Thyrotropin-Releasing Hormone Receptors”. IUPHAR Database of Receptors and Ion Channels. International Union of Basic and Clinical Pharmacology. Архивирано из оригинала 08. 09. 2012. г.
- Receptors,+Thyrotropin-Releasing+Hormone на 